# Guy Sigsworth
Guy Sigsworth (14 de junio de 1968) es un compositor y productor británico, que fue miembro de la banda Frou Frou junto a Imogen Heap. También ha colaborado con varios artistas instrumentales tales como incluyendo Talvin Singh, Jon Hassell y Lester Bowie.
Sigsworth comenzó su carrera con Seal en "Crazy", habiendo encontrado al cantante en un apartamento vecino en Londres.

## Discografía
- Seal "Seal" (1991)
  - "Crazy" (coescritor/productor)
  - "The Beginning" (coescritor)
  - "Wild" (coescritor)
  - "Violet" (coescritor)
- Bomb The Bass "Winter In July" (sencillo) (1991)
  - "Winter In July" (samples/productor/teclista)
- Bomb The Bass "The Air You Breathe" (sencillo) (1991)
  - The Air You Breathe (Real Mellow Mix) (remix/productor adicional)
- Bomb The Bass "Love So True" (sencillo) (1991)
  - "Love So True - 12 inch Mix" (tecladista/teclista adicional)
- Bomb The Bass "Unknown Territory" (álbum) (1991)
  - Winter In July (7" Mix) (samples/productor/teclista)
  - The Air You Breathe (teclista)
  - Love So true (12" Mix) (teclista)
- Adamski & Jimi Polo "Never Goin' Down!" (12 inch vinyl) (1991)
  - Born To Be Alive! (Spike's Edit) (programación adicional)
- Adamski "Naughty" (1992)
  - "Born To Be Alive!" (programación)
  - "Time Capsule" (programación)
  - "Newsflash" (programación)
  - "Head-On-Collision-Ism" (programación)
- Hector Zazou "Sahara Blue" (álbum) (1992)
- "I'll Strangle You" (keyboards)
- Hector Zazou - I'll Strangle You (sencillo) (1992)
  - I'll Strangle You (Radio Edit)(teclista)
  - I'll Strangle You (Extended Remix) (teclista)
  - I'll Strangle You (Filmic Mix) (keyboards)
- Naked Truth "Read This" (EP) (1992) (productor)
- Bomb The Bass "Keep Giving Me Love" (sencillo) (1992)
  - "Keep Giving Me Love" (teclista)
- Nokko "Call Me Nightlife" (álbum) (1993)
  - Crazy Clouds (teclista)
- Acacia "Maddening Shroud" (EP) (1994) (coescritor/productor/coinstrumentador)
- Acacia "More You Ignore Me" (sencillo de vinilo) (1994) (coescritor/productor/coinstrumentador)
- Hector Zazou "Sahara Blue" (1994) (teclista)
- Hector Zazou "Chansons des mers froides (Songs From The Cold Seas)" (1995) (teclista)
- Björk "Post" (1995)
  - "Cover Me" (clave)
  - "Isobel" (clave)
- Björk "Homogenic" (1997)
  - "Unravel" (coescritor/coproductor)
  - "All Is Full of Love" (clavicorido/teclista/órgano de tubos)
  - "All Is Full of Love" (Guy Sigsworth Remix) (production) ("All Is Full of Love" B-side)
- Acacia "Hate" (sencillo) (1996)(coescritor/productor/co-instrumentador/remezclas)
- Acacia "Sway" (sencillo) (1996) (coescritor/productor/co-instrumentador/remezclas)
- Acacia "Maddening Shroud" (sencillo) (1997) (coescritor/productor/co-instrumentador/remixes)
- Acacia "Wired" (sencillo) (1997)(coescritor/productor/co-instrumentador/remezclas)
- Acacia "Cradle" (1997)
  - All Album tracks (coescritor/productor/co-instrumentador)
- Imogen Heap "iMegaphone" (1998)
  - "Getting Scared" (coescritor/productor)
  - "Airplane" (co-writing/production) ("Shine" B-side)
  - "Aeroplane" (Frou Frou Remix) (co-written/production) (Japón relanzamiento bonus track)
- G:MT "Greenwich Mean Time - The soundtrack from the motion picture" (1998)
  - G:MT & Imogen Heap "Meantime" (escritor/productor/co-instrumentador)
  - G:MT & Hinda Hicks "Tears Are Waiting" (escritor/productor/co-instrumentador)
  - G:MT & Hinda Hicks "Where Is The Love" (escritor/productor/co-instrumentador)
  - G:MT & Hinda Hicks "Please Can I Go Now?" (escritor/productor/co-instrumentador)
  - G:MT & Hinda Hicks "Who Would You Have Me Love" (escritor/productor/co-instrumentador)
  - G:MT & Hinda Hicks "Succumb To You" (escritor/productor/co-instrumentador)
  - G:MT & Lester Bowie "Rachel's Song" (instrumental)(escritor/productor/co-instrumentador)
- Mandalay "Empathy" (1998)
  - "This Life" (co-production/rhodes/sampler/synth/wurlitzer/piano)
  - "Flowers Bloom" (co-production/rhodes/sampler/synth/wurlitzer/piano)
  - "Insensible" (co-production/rhodes/sampler/synth/wurlitzer/piano)
  - "Another" (co-production/rhodes/sampler/synth/wurlitzer/piano)
  - "Enough Love" (co-production/rhodes/sampler/synth/wurlitzer/piano)
  - "All My Sins" (co-production/rhodes/sampler/synth/wurlitzer/piano)
  - "Opposites" (co-production/rhodes/sampler/synth/wurlitzer/piano)
  - "This Time" (co-production/rhodes/sampler/synth/wurlitzer/piano)
  - "Kissing the Day" (co-production/rhodes/sampler/synth/wurlitzer/piano)
  - "Beautiful" (co-production/rhodes/sampler/synth/wurlitzer/piano)
  - "About You" (co-production/rhodes/sampler/synth/wurlitzer/piano)
- Badmarsh & Shri "Air I Breathe" (Sencillo) (1998)
- Goldie "Saturnz Return" (álbum) (1998)
  - Mother (keyboards)
  - Air I Breathe (Guy Sigsworth Remix) (remix/productor adicinal)
- Talvin Singh "OK" (sencillo) (1998)
  - "OK - Heavy Rotation Radio Refixx" (remix/productor adicinal)
- Talvin Singh "OK" (álbum) (1998)
  - "Sutrix" (sound effects (distortion)/tecladista)
  - "OK" (sound effects (distortion)/tecladista)
- Talvin Singh "Vikram The Vampire" (sencillo) (1999)
  - "Vikram The Vampire - Heavy Rotation Refixx" (remix/productor adicinal)
- David Sylvian "Godman" (cara b del sencillo) (1999)
  - "Godman (Guy Sigsworth Remix)" (remix/productor adicinal/instrumentador adicinal)
- UNKLE featuring Ian Brown "Be There" (12 inch vinyl) (1999)
  - "Be There" (coproductor/mellotron)
- Björk "Selmasongs" (2000)
  - "I've Seen It All" (coescritor)
- Madonna "Music" (2000)
  - "What It Feels Like For A Girl" (coescritor/coproductor)
- Björk "Vesperitine" (2001)
  - "Hidden Place" (programador/choir arrangement)
  - "It's Not up to You" (celeste, clavichord)
  - "An Echo, a Stain" (coescritor/programador/celeste/choir arrangement)
  - "Sun in My Mouth" (coescritor/celeste)
- Amar "Sometimes It Snows In April" (sencillo) (2000)
  - "Sometimes It Snows In April - Album Version" (productor)
- Mandalay "Solace" (2001) (USA-only compilation featuring tracks from 1998's "Empathy")
  - "Beautiful" (coproductor/rhodes/sampler/synth/wurlitzer/piano)
  - "This Life" (coproductor/rhodes/sampler/synth/wurlitzer/piano)
  - "Flowers Bloom" (coproductor/rhodes/sampler/synth/wurlitzer/piano)
  - "Enough Love" (coproductor/rhodes/sampler/synth/wurlitzer/piano)
  - "Insensible" (coproductor/rhodes/sampler/synth/wurlitzer/piano)
  - "Kissing The Day" (coproductor/rhodes/sampler/synth/wurlitzer/piano)
- Lamb "What Sound" (2001)
  - "One" (coproductor/programador)
  - "Heaven" (coproductor/programador)
  - "Small" (coproductor/programador)
  - "Written" (coproductor/programador)
  - "Gabriel" (coproductor/programador)
  - "Just Is" (coproductor/programador)
- Robyn "Don't Stop the Music" (2002)
  - "Blow My Mind"(productor/instrumentador)
  - "Should Have Known"(productor/instrumentador)
- Frou Frou "Details" (2002)
  - "Let Go" (coescritor/coproductor/co-instrumentador)
  - "Breathe In" (coescritor/coproductor/co-instrumentador)
  - "It's Good to Be in Love" (coescritor/coproductor/co-instrumentador)
  - "Must Be Dreaming" (coescritor/coproductor/co-instrumentador)
  - "Psycobabble" (coescritor/coproductor/co-instrumentador)
  - "Only Got One" (coescritor/coproductor/co-instrumentador)
  - "Shh" (coescritor/coproductor/co-instrumentador)
  - "Hear Me Out" (coescritor/coproductor/co-instrumentador)
  - "Maddening Shroud" (coescritor/coproductor/co-instrumentador)
  - "Flicks" (coescritor/coproductor/co-instrumentador)
  - "The Dumbing Down Of Love" (coescritor/coproductor/co-instrumentador)
  - "Old Piano" (coescritor/coproductor/co-instrumentador) ("Details" UK/Japan bonus track)
  - "Close Up" (coescritor/coproductor/co-instrumentador) ("Breathe In" B-side)
  - "Deal With It" (coescritor/coproductor/co-instrumentador) ("It's Good To Be In Love" B-side)
- Baz "Psychedelic Love" (álbum) (2002)
  - Whole álbum (production)
- Baz "Smile To Shine" (sencillo) (2002) (production)
- Baz "Believers" (sencillo) (2002) (production)
- Madonna American Life (2003)
  - "Nothing Fails" (co-written)
- Britney Spears In the Zone (2003)
  - "Everytime" (productor/instrumentador)
- Sugababes "Three" (2003)
  - "Maya" (co-written/production)
  - "Million Different Ways" (production)
- "Shrek 2 Soundtrack" (2004)
  - "Holding Out For A Hero" (co-production/co-instrumentation)
- Bebel Gilberto "Bebel Gilberto" (2004)
  - "Cada Beijo" (co-written/production)
- Britney Spears Greatest Hits: My Prerogative (2004)
  - "Everytime" (productor/instrumentador)
- Juliet "Random Order" (2005)
  - "New Shoes" (co-written/production)
- Bebel Giberto "Bebel Gilberto Remixed" (2005)
  - "O Caminho (Guy Sigsworth Remix)" (remix/additional production/additional instrumentation)
- Britney Spears Britney & Kevin: Chaotic... The DVD & More (2005)
  - "Someday (I Will Understand)" (productor/instrumentador)
  - "Over to You Now" (coescritor/productor/instrumentador) (UK/Japan only)
- Sugababes "Taller in More Ways" (2005)
  - "Bruised" (co-written/production/instrumentation)
  - "Like The Weather" (co-written/production/instrumentation) ("Push The Button" B-side)
- Mozez 'The voice of Zero 7' "So Still" (2005)
  - "Feel Free" (co-written/production/instrumentation)
  - "Venus Rise" (co-written/production/instrumentation)
- Temposhark "It's Better To Have Loved" (2005)
  - "It's Better To Have Loved (Guy Sigsworth Mix)" (production/instrumentation)
- Kate Havnevik "Melankton" (2006)
  - "Unlike Me" (co-written/production/instrumentation)
  - "Not Fair" (co-written/production/instrumentation)
  - "You Again" (co-written/production/instrumentation)
  - "Kaleidoscope" (production/instrumentation)
  - "Sleepless" (co-written/production/instrumentation)
- Josh Groban "Awake" (2006)
  - "You Are Loved (Don't Give Up)" (vocal production)
- Mirah "Joyride: Remixes" (2006)
  - "La Familia (Guy Sigsworth Remix)" (remix/additional production)
- Kate Havnevik "So:Lo" (sencillo) (2006)
- Mutya Buena Real Girl (2007)
  - "Wonderful" (producción)
  - "So:Lo" (production/co-written)
- Britney Spears Circus (2008)
  - "Out from Under" (producción)
  - "My Baby" (coescritura/producción)
- Alanis Morissette – Flavors of Entanglement (2008)
- Kate Havnevik – Me (2009)
- Alanis Morissette, Havoc and Bright Lights (2012)
- Amy Lee, Love exists (single) (2017)
  - "Love exists"(producción)